# Матчино (Козельський район)
Матчино (рос. Матчино) — село в Козельському районі Калузької області Російської Федерації.
Населення становить 52 особи. Входить до складу муніципального утворення Присілок Дешовки.

## Історія
Від 2004 року входить до складу муніципального утворення Присілок Дешовки.

## Населення
| 2002 | 2010 |
| ---- | ---- |
| 68   | ↘52  |